# Municipalité de Marijampolė
La municipalité de Marijampolė (en lituanien : Marijampolės savivaldybė) est l'une des 60 municipalités de Lituanie. Son chef-lieu est Marijampolė.

## Seniūnijos de la municipalité de Marijampolė
- Gudelių seniūnija (Gudeliai)
- Igliaukos seniūnija (Igliauka)
- Liudvinavo seniūnija (Liudvinavas)
- Marijampolės seniūnija (Marijampolė)
- Sasnavos seniūnija (Sasnava)
- Šunskų seniūnija (Šunskai)

Seniūnijos urbains formant la ville de Marijampolė :

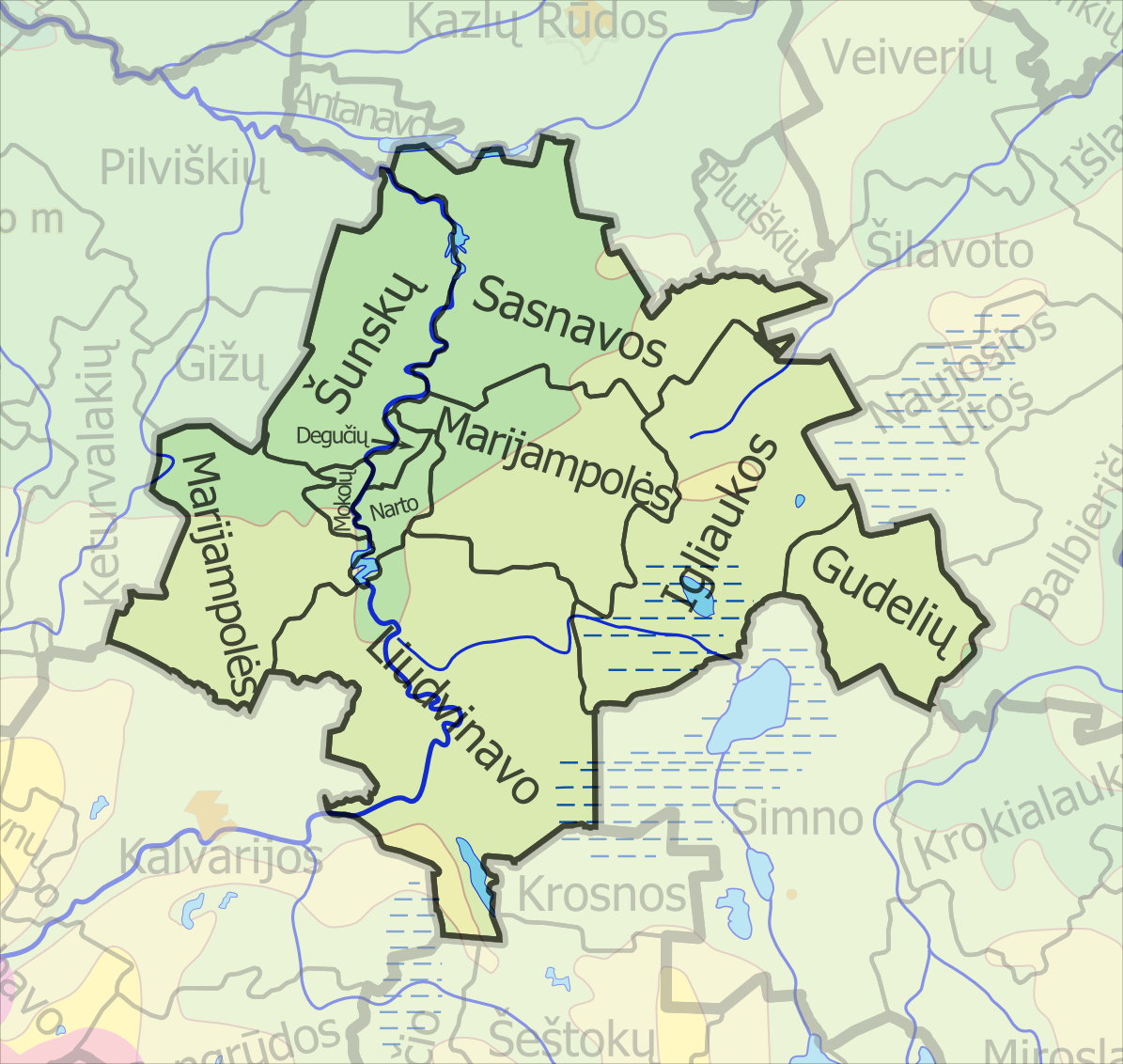
Seniūnijos de la municipalité de Marijampolė

- Degučių seniūnija
- Mokolų seniūnija
- Narto seniūnija